# Agat (introligatorstwo)

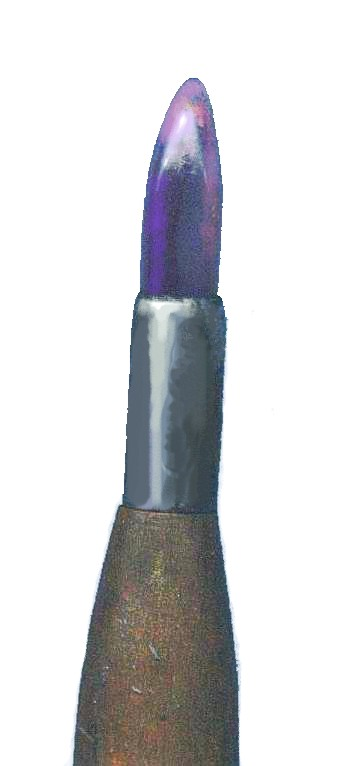
agat pozłotniczy

Agat – narzędzie introligatorskie jak i pozłotnicze, służące do polerowania powierzchni pokrytych złotem w płatkach. W introligatorstwie są to brzegi bloku książkowego pokryte złotem w płatkach (prawdziwym lub imitacją). Stosuje się też aluminium w płatkach dla otrzymania "srebrnego" brzegu. Polerowane mogą być także brzegi barwione, np. na czarno.
W celach introligatorskich używa się trzech rodzajów agatu:
- fajkowego (wygięty w delikatny łuk) służy do polerowania brzegu żłobkowego książki (prawy bok bloku książkowego)
- płaskiego zaokrąglonego – do polerowania wstępnego
- płaskiego – do polerowania brzegu górnego i dolnego bloku książki.

Agat pozłotniczy wykonywany jest zwykle z – oprawionych w drewniany trzonek – kamieni półszlachetnych o dużej twardości, często z agatu, także z hematytu, krwawnika.  W przeszłości stosowano też często kły dużych drapieżników (wilków, psów, rysiów).
Obecnie w Polsce złocenie prawdziwym złotem jest spotykane w głównie pracach konserwatorskich, kopiach i rzadziej we własnej twórczości artystycznej.
W introligatorstwie złocenie płatkami złota brzegu książkowego jest obecnie unikatem, a to ze względu na olbrzymie trudności przy tej czynności oraz braku zainteresowania ze strony klienteli, jak i introligatorów.